# Krizia
Maria Mandeli (Bèrgam, 1925―6 de desembre de 2015), coneguda com a Krizia, va ser una modista italiana. Apassionada de moda des de la seva joventut, Krizia va començar a donar-se a conèixer internacionalment en els anys 1970 i 1980. Va guanyar el Premi de la crítica de la moda en el Palau Pitti de Florència, el Premi Tiberio d'Or de la moda que concedeix la ciutat de Capri i el 1986 va rebre el títol de comanador de l'Orde al Mèrit de la República Italiana. Va contreure matrimoni amb Aldo Pinto. Va morir el 2015 als 90 anys, d'infart.